# Irfaan Ali
Mohamed Irfaan Ali (Leonora, 25 april 1980) is een Guyanees politicus en sinds augustus 2020 de president van Guyana. Vanaf 2015 tot 2020 was Ali parlementslid voor de Progressive People's Party (PPP).

## Biografie
Ali werd geboren in een islamitisch gezin van Indo-Guyanese afkomst in het dorpje Leonora aan de westkust van Essequibo Islands-West Demerara. Ali’s beide ouders zijn leerkrachten. Ali voltooide zijn middelbare school aan het "St. Stanislaus College” in Georgetown. Hij behaalde een doctoraat in stadsplanning en ruimtelijke ordening aan de Universiteit van West-Indië.
In 2006 werd Ali voor het eerst verkozen tot de Nationale Vergadering. In 2009 werd benoemd tot minister van Volkshuisvesting en Water. en vervolgens minister van Toerisme en Industrie.
Irfaan Ali is sinds 2017 gehuwd met Arya Ali en heeft een zoon.
Op 2 maart 2020 vonden verkiezingen plaats en had Ali zich kandidaat gesteld door het presidentschap. Tijdens de verkiezing werd er fraude geconstateerd, David Granger wilde zichzelf uitroepen als winnaar van de verkiezingen, maar werd door de rechtbank geblokkeerd. Vervolgens werd een hertelling van de stemmen geëist door de rechtbank. Onder internationale druk en dreigementen met sancties werd uiteindelijk begonnen met de hertelling, en werd de fraude bewezen. Op 2 augustus 2020 werd Ali ingezworen als president van Guyana. Tevens is Ali de eerste islamitische president van Guyana.